# 姜宇
姜宇（？—384年），字子居，五胡十六国時代前秦官员，天水郡冀县（今甘肃省甘谷县东）人。
姜宇年幼丧父，因家贫给河北人陈不识家放羊，维持生計。十五岁时，身高七尺九寸，聪明英俊有气质。每夜读书，把头发系在屋梁上防止睡觉，天亮才停止。
陈不识觉得姜宇不同寻常，打算把女儿嫁给姜宇，陈不识之妻不同意。陈不识就摆酒招待姜宇，让自己的女儿暗中观察姜宇。之後，问女儿说：“姜宇是个有才知的文士。我打算把你嫁给他，可你母亲认为姜宇只是给我家放羊的牧人。你的意见如何？”女儿说：“我看姜宇的样貌才能，怎会一辈子给人放羊？”女儿于是嫁给了姜宇。
其後，姜宇在前秦任官，苻坚時担任屯騎校尉。371年二月，擢升为涼州刺史，後改任南巴校尉。379年三月，东晋右将軍毛穆之率兵三万攻打巴中，東晋前鋒督護趙福、将軍袁虞率领水軍一万遡長江而上進入巴西。姜宇派属下張紹、仇生率领水陸軍五千迎战，在南县击败東晋軍七千余人。毛穆之撤退到巴東。380年十月，担任寧州刺史。之后，历任京兆尹、御史中丞、尚書。
384年七月，前秦平陽郡太守慕容沖反叛逼近長安。姜宇担任前将軍，苻堅命他率军三万与河間公苻琳在灞上抵抗慕容冲。结果，苻琳、姜宇全都战败死亡。